# Iglesia de Nuestra Señora de los Ángeles (Bechí)
La iglesia de Nuestra Señora de los Ángeles de Bechí, de estilo barroco, es un templo católico situado en el centro de la población y sede de una parroquia del obispado de Segorbe-Castellón.

## Historia
Sin noticias de las anteriores edificaciones, parece probable que la primera iglesia se situó en el mismo lugar donde se encontraba una mezquita. La iglesia pasa a jurisdicción del obispado de Zaragoza cuando en 1272 Arnau de Jardí, obispo de Tortosa hizo la donación. En 1577 pasó a Teruel, cuando se crea el obispado, y en 1960 cambia al obispado de Segorbe-Castellón, cuando se produce la reordenación de los obispados españoles promovida por el Concordato español de 1953.
En las postrimerías del siglo XVII, con graves deficiencias en el edificio y con un impulso constructivo motivado por el Concilio de Trento, el 16 de agosto de 1694 se inicia la construcción de la nueva iglesia, que se finaliza el 13 de agosto de 1704, cuando se traslada el Santísimo Sacramento. Durante el siglo XVIII se completa la decoración interior del templo.
Durante la guerra civil española sufrió importantes destrozos que obligaron a realizar reparaciones en 1955, especialmente en la decoración interior. En 2002-2003 se efectúa una rehabilitación del interior.

## Arquitectura

### Estructura
El templo tiene planta rectangular con una única nave de cuatro tramos con lunetos y presbiterio con cabecera plana y sin crucero, cubierta de bóveda de cañón, capillas entre los contrafuertes cubiertas con bóveda, coro alto a los pies de la nave y, tras el altar mayor la capilla de la Comunión.
La capilla tiene planta rectangular con tres tramos, el central cubierto por cúpula sobre pechinas. El acceso se hace a través de dos puertas situadas en el extremo de la cabecera del templo.
En el interior, pilastras de orden compuesto sostienen un entablamento que rodea todo el perímetro del edificio, excepto el 
ábside, sostenido por ménsulas unidas por guirnaldas. Tanto la bóveda del presbiterio como los 
[[arco 
toral|arcos torales]] 
que están cubiertos por casetones con motivos florales. Pinturas alusivas a los misterios de la Virgen se encuentran en los tramos de la bóveda de la nave. La decoración con estucos se encuentra por todo el templo, con motivos florales y cabezas de ángeles, se relaciona con otras iglesias de Teruel, de donde vendrían los artistas.

### Portadas
La portada principal, a los pies de la iglesia, está centrada en una fachada alta con una ventana en el centro para dar luz a la nave, rematada por una cornisa horizontal adornada por pináculos. La portada tiene un arco con dintel y las jambas moldurados y está enmarcada por dos pilastras dóricas con un pedestal alto que soportan un entablamento sencillo, y el segundo cuerpo está formado por una hornacina con la imagen de la Virgen protegida por pilastras dóricas , y por encima, después del entablamento, un frontón circular.
La portada lateral, al lado de la Epístola, entre dos contrafuertes, es muy sencilla, con arco de dintel de sillares.

### Campanar
La torre campanario, cuadrada, de 30 m de altura y 6,20 m de lado, se encuentra adosada a la iglesia, y forma parte de la fachada, al lado del Evangelio. La torre tiene dos cuerpos separados por una amplia moldura, el primero de mampostería de piedra, separado por la mitad por un cordón fino, y el segundo es de sillería, con una abertura con arco de medio punto en cada cara, flanqueada por pilastras que llegan hasta la cornisa, la cual está rematada por pináculos esféricos. Por encima, se encuentra una estructura metálica.